# Queer as Folk (Storbritannien)
För den amerikanska tv-serien med samma namn, se Queer as Folk (USA).
Queer as Folk, brittisk TV-serie från 1999–2000, skriven av Russell T Davies och i regi av Sarah Harding och Charles McDougall.

## Handling
Serien skildrar livet för tre homosexuella män och pojkar i Manchester. De tillbringar sina kvällar på den kända gaybar-gatan Canal Street. Stuart (Aidan Gillen) och Vince är båda 29 år och ständigt ute för att ragga, en dag möter Stuart 15-årige Nathan som blir en del av deras gemenskap. De tre killarna gör allt för att uppleva kvällarna på bästa sätt i Manchesters gayliv.

## Om serien
En uppföljare till TV-serien planerades. Serien skulle heta Misfits och följa de tre bikaraktärerna Hazel, Alexander and Bernard. Manus skrevs för fyra avsnitt men fick avslag. Christopher Eccleston skulle från början ha spelat rollen som Stuart Jones men avstod då han menade att han kände sig för gammal. År 2000 gjordes en amerikansk version av serien vid samma namn.

## Rollista
- Aidan Gillen - Stuart Alan Jones
- Craig Kelly - Vince Tyler
- Charlie Hunnam - Nathan Maloney
- Denise Black - Hazel Tyler
- Andy Devine - Bernard Thomas

## Priser och nomineringar
TV-serien nominerades till British Academy of Film and Television Arts i fyra olika kategorier: Bästa manliga skådespelare, bästa musiken (i en tv-serie), bästa slutet och bästa ljudet. Serien vann även ett pris under Seattle Lesbian & Gay Film Festival.